# 水魚の交わり

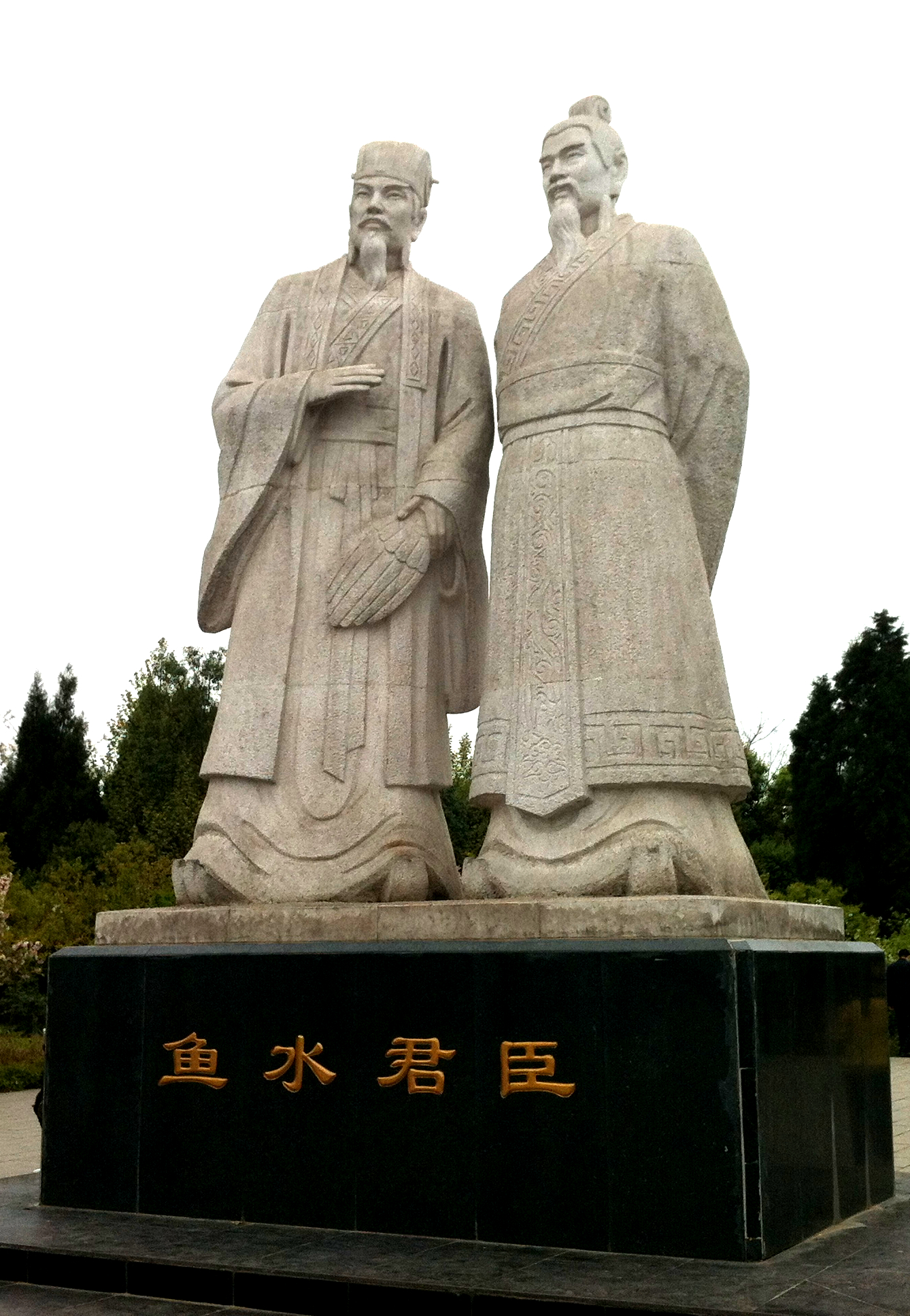
諸葛亮と劉備の像
『三国志』の「蜀書 諸葛亮伝」からの引用に関連して、台座に「鱼水君臣」と書かれている。

水魚の交わり（すいぎょのまじわり）は、故事成語の一つ。三国時代直前の中国にあって、劉備が三顧の礼で諸葛亮（孔明）を臣下に迎え入れて以来、日々深まる両者の交情の篤い様相（親密な人間関係の在り様）を評して言われたもので、その様子を見て心中穏やかでいられない関羽・張飛といった古参の有力武将に対して劉備が語ったとされる言葉が元になっている。

## 概要
「魚は水があったら生きていられる」という例をもって「欠くべからざる友の存在」を喩えたもので、「水と魚のように切っても切れない親しい関係」を「離れることができない、親密な間柄や交際」の喩えなどに用いる。もとは主従関係について用いていたが、夫婦仲や友人関係について用いることもある。四字熟語で水魚之交とも記すが、起源の中国語では通常、元となった故事から如魚得水（書き下し文例 ：魚〈うお〉の水を得たるが如し、文意 ：魚が水を得たようなもの）の漢文で表され、「自分に適した環境・境遇を得る」「自分が十分に活躍できる環境・境遇を得る」「気の合う友を得る」などの意味で用いる。
なお、水魚之交（水魚の交わり）の類義語は数多くあるが、とりわけ有名なものに、管仲に由来する管鮑之交（管鮑の交わり）と、藺相如・廉頗に由来する刎頸之交（刎頸の交わり）がある。

## 由来
以下に由来として伝えられる形の一例を示す。
| 原文（抜粋） ≪…前文省略…≫ 先主曰 善 於是與亮情好日密 關羽張飛等不悅 先主解之曰 孤之有孔明 猶魚之有水也 願諸君勿復言 羽飛乃止 書き下し文 先主曰く、善し、と。是（）に於いて亮と情好日に密なり。関羽張飛等悦（）ばず。先主これを解きて曰く、孤（）の孔明有るは、なお魚（）の水有るが如きなり。願わくば諸君復（）た言う勿（）れ、と。羽飛乃（）ち止（）む。 現代日本語訳 先主（劉備）は「善し」と言った。こうして先主と亮（孔明）の仲は日ごと密になっていった。関羽・張飛等はそれを快く思わなかった。先主は彼等を説得し、「私にとって孔明がいるのは、言うなればちょうど、魚に水があるようなものである。どうか諸君には二度と言ってくれないよう願う」と言った。関羽・張飛はただちに止めた。 ───陳寿, 『三国志』 巻35「蜀書 諸葛亮伝」 |

| 原文（抜粋） ≪…前後文省略…≫ 備曰 善 興亮情好日密 曰 孤之有孔明 猶魚之水也 書き下し文 備曰く、善し、と。亮と情好日に密なり。曰く、孤の孔明有るは、猶魚の水有るが如きなり。 現代日本語訳 備（劉備）は「善し」と言った。こうして亮（孔明）との仲は日ごと密になっていった。劉備は言った、「私にとって孔明がいるのは、言うなればちょうど、魚に水があるようなものである」と。 ───曾先之, 『十八史略』 巻3「東漢」 |

上記の「蜀書 諸葛亮伝」を原典とするものであるが、明代に創作された通俗歴史小説『三国志演義』の中の話としても有名になった。
魚は繁殖力の強い生物である事から、中国古代において一般的な隠語として配偶者・恋人を意味する。民歌や漢詩では魚を男性の隠語とし、男女の情愛や配偶の暗喩に用いられる例が多い。この場合、劉備は関羽、張飛の三人を桃園の誓いで結ばれた兄弟のような関係としたのに対し、孔明との関係を夫婦のような関係に例え、我ら義兄弟には何ら影響しないと説明している。
また、吉川英治の小説『三国志』では、猛将・張飛が劉備・孔明の「水魚の交わり」に嫉妬を募らせ、曹操軍に攻め込まれた際、劉備に「たいへんな野火ですな。水を向けて消したらいいでしょう」と皮肉で返している。

## 受容
日本では、徳川家康と本多正信の主従関係が「水魚の如し」として名高い。

## 諸葛亮ゆかりの成語
諸葛亮にゆかりのある故事成語としては、本項で言及した「三顧の礼（三顧茅廬、三顧草廬）」、「水魚の交わり（水魚之交）」のほかにも、「孔明の嫁選び」（cf. 黄夫人）、「七縦七擒」（cf. 欲擒姑縦）、「危急存亡の秋（ききゅうそんぼうのとき）」、「泣いて馬謖を斬る（泣斬馬謖、揮涙斬馬謖）」、「死せる孔明生ける仲達を走らす」(wikt) などがある。